# Гловервілл (Південна Кароліна)
Гловервілл (англ. Gloverville) — переписна місцевість (CDP) в США, в окрузі Ейкен штату Південна Кароліна. Населення — 2406 осіб (2020).

## Географія
Гловервілл розташований за координатами 33°31′34″ пн. ш. 81°48′41″ зх. д. / 33.52611° пн. ш. 81.81139° зх. д. (33.526247, -81.811283).  За даними Бюро перепису населення США в 2010 році переписна місцевість мала площу 9,42 км², з яких 9,40 км² — суходіл та 0,02 км² — водойми.

## Демографія
Згідно з переписом 2010 року, у переписній місцевості мешкала 2831 особа в 1162 домогосподарствах у складі 743 родин. Густота населення становила 300 осіб/км².  Було 1382 помешкання (147/км²).
Расовий склад населення:
| - 80,9 % — білих - 13,5 % — чорних або афроамериканців - 0,7 % — корінних американців - 0,2 % — азіатів - 1,6 % — осіб інших рас |

До двох чи більше рас належало 3,0 %. Частка іспаномовних становила 3,1 % від усіх жителів.
За віковим діапазоном населення розподілялося таким чином: 25,3 % — особи молодші 18 років, 60,6 % — особи у віці 18—64 років, 14,1 % — особи у віці 65 років та старші. Медіана віку мешканця становила 38,0 року. На 100 осіб жіночої статі у переписній місцевості припадало 97,4 чоловіків;  на 100 жінок у віці від 18 років та старших — 95,0 чоловіків також старших 18 років.
Середній дохід на одне домашнє господарство  становив 37 047 доларів США (медіана — 23 616), а середній дохід на одну сім'ю — 37 501 долар (медіана — 30 719). Медіана доходів становила 36 719 доларів для чоловіків та 27 083 долари для жінок. За межею бідності перебувало 39,2 % осіб, у тому числі 63,7 % дітей у віці до 18 років та 15,8 % осіб у віці 65 років та старших.
Цивільне працевлаштоване населення становило 801 особа. Основні галузі зайнятості: освіта, охорона здоров'я та соціальна допомога — 22,5 %, роздрібна торгівля — 16,9 %, виробництво — 14,6 %, науковці, спеціалісти, менеджери — 14,5 %.